# Ducati 1199 Panigale
Ducati 1199 Panigale je motocykl kategorie superbike, vyvinutý firmou Ducati, vyráběný od roku 2011. Předchůdcem byl model Ducati 1198.

## Motor
Pohonnou jednotkou je pro Ducati typický dvouválec s osami válců svírajícími úhel 90 stupňů. Motor s objemem 1198 cm³ (vrtání × zdvih je 112 × 60,8 mm) má čtyři ventily na válec a desmodromický rozvod. Motor je silně podčtvercový, poměr vrtání a zdvihu je 1,84:1.

## Technické parametry
- Rám: hliníkový monokok
- Suchá hmotnost: 164 kg
- Pohotovostní hmotnost: 188 kg
- Maximální rychlost: km/h
- Spotřeba paliva: l/100 km

Elektronicky nastavitelné odpružení s tlumiči Marzocchi 50 mm vpředu a Öhlins 43 mm vzadu. Výfuk končí pod motorem, ne pod sedlem jako u 1098 a 1198.